# 郭恬熙
郭恬熙（英語：Alice Kok Tim Hei，1978年5月26日—），澳門女性藝術家及策展人，現任澳門全藝社會長，曾於澳門科技大學、澳門聖若瑟大學和澳門旅遊學院任教，更以作品「過路 — 青洲」代表澳門參加2011年意大利威尼斯藝術雙年展。

## 簡歷
郭恬熙生於普通家庭，父親是個建築工人，母親在家裡做手工活賺錢。她曾就讀嘉諾撒聖心英文中學（1997年畢業），高中時因喜歡繪畫而計劃將來出國接觸不同藝術；1997年修讀澳門理工學院平面設計一年班，1998年前往法國留學，1999年則考獲法語鑑定文憑。2002至2003年，她曾赴義大利米蘭新藝術學院參加伊拉斯謨計劃，2004年從法國土魯茲高等藝術學校取得法國國立藝術碩士學位後，選擇留在巴黎生活和工作，2005年獲法國巴黎文化事務部頒發「個人創作獎金」，完成錄像作品「卡拉伯OK」；其作品理念圍繞多元文化主義，以及在後殖民地時代的影響與重要性，媒體創作形式包括錄像、攝影、寫作、裝置等。2006至2007年，她遠赴西藏與印度拍攝記錄片期間受到啟發，2007年回澳門居住後作品風格開始融合佛學思想、社會元素。
2007至2011年間，郭恬熙曾任職中英雙語雜誌《Macau CLOSER》編輯，又開始於澳門高中、澳門科技大學、澳門聖若瑟大學與澳門旅遊學院任教攝影；2009年曾以《仍在流亡 — 家書》獲得香港獨立錄像比賽之亞洲區競賽最後十名，除了在香港藝術中心公開放映，亦受邀參加2010年「韓國光洲藝術雙年展」。2011年，她以攝影作品「過路 — 青洲」代表澳門參加意大利威尼斯藝術雙年展，之後主要來往澳門、西藏兩地，一邊繼續擔任全職藝術家、自由工作者兼策展人，一邊從事慈善及義務工作；2015年後嘗試將西藏唐卡畫融合到多媒體創作上。

## 個人展覽
- 2004年1月：《晤會》
- 2005年12月 - 2006年1月：《身份的傳說》
- 2008年1 - 2月：《家書》
- 2004年1月：《晤會》
- 2013年10月14日 - 11月24日：《無事》
- 2018年5月26日 - 6月28日：《空色》
- 2020年11月22日 - 12月18日：《出世之道 入世之境》

## 書籍

### 現代藝術作品集
- 《中國與葡語國家藝術年展：哎呀》（2018年、澳門特別行政區政府文化局、ISBN 9789993703860） - 負責翻譯[10]